# Pezzo (Ponte di Legno)
Pezzo is een plaats (frazione) in de Italiaanse gemeente Ponte di Legno.